# Kristina Ozganová
Kristina Konstantinovna Ozganová (abchazsky Кристина Константин-иԥҳа Озган, rusky Кристина Константиновна Озган; * 30. září 1973 v Suchumi) je abchazská politička a ekonomka. Dvakrát zastávala funkci ministryně hospodářství částečně mezinárodně uznané republiky Abcházie. Poprvé to bylo v letech 2005 až 2011 a podruhé to je v současnosti od roku 2020. Souběžně s tímto mandátem vykonává v abchazské vládě i funkci místopředsedkyně vlády.

## Biografie
Kristina Ozganová se narodila v hlavním abchazském městě Suchumi dne 30. září 1973 do rodiny abchazského politika Konstantina Ozgana. Do základní a střední školy však chodila ve vesnici Lychny, kterou absolvovala v roce 1990, pak nastoupila v Suchumi na vysokoškolské studium na Abchazskou státní univerzitu na ekonomickou fakultu, kde se specializovala v oboru ekonomika a management. Studium dokončila po prožití Války v Abcházii v roce 1996. O více než 10 let později si ekonomické vzdělání doplnila na ruské Prezidentské akademii národního hospodářství a veřejné správy (RANEPA), kde v roce 2008 obhájila svou disertační práci na téma Hospodářský vývoj Republiky Abcházie: Problémy a perspektivy, a získala doktorát z ekonomie.

### Politická kariéra
V roce 2000 dostala Kristina Ozganová místo na suchumské radnici, kde působila na pozici vedoucí hospodářského a prognostického odboru. V této pozici působila do roku 2002, kdy se přesunula do abchazské obchodní komory, kde rok pracovala jako ředitelka ekonomického oddělení. Odtud se v roce 2003 dostala na abchazský úřad vlády, kde byla též ředitelkou ekonomického oddělení. Zde působila dva roky až do ledna 2005, kdy docházelo ke změnám personálního uspořádání vládní moci za dosluhující vlády Vladislava Ardzinby, a stala se náměstkyní ministra hospodářství Republiky Abcházie. Náměstkyní byla pouze jeden měsíc, neboť s ní nově nastupující prezident Sergej Bagapš počítal, že bude ministerstvo vést. Ministryní hospodářství tedy byla jmenována 25. února 2005.
Ve funkci vydržela po celé trvání vlády Sergeje Bagapše. Musela se potýkat s přetrvávající hospodářskou blokádou Společenství nezávislých států (SNS) zahájenou v roce 1996, jejíž členové neuznávali nezávislost Abcházie, avšak Rusko po několika letech začalo přístup vůči Abcházii rozvolňovat. Zejména poté, co bylo v roce 2008 západními státy uznáno Kosovo. Ozganová proto v březnu 2008 vyjádřila naději, že svůj přístup přehodnotí i ostatní členské státy SNS, a že do Abcházie začnou plynout zahraniční investice, jež oživí zbídačené hospodářství země. Své ideje ohledně možných zahraničních investic představila o pár měsíců později před létem na mezinárodním ekonomickém fóru v Picundě.
Jakmile Rusko uznalo nezávislost Abcházie ještě v témže roce, usnadnila se Ozganové práce, neboť padly veškeré limity ekonomické spolupráce mezi Abcházií a Ruskem, navíc Rusko podpořilo Abcházii mohutnými finančními injekcemi. Na léta 2010 až 2012 vypracovala akční plán v souvislosti s ruským programem socioekonomické pomoci Abcházii na rok 2010, jenž obsahoval seznam projektů financovaných na uvedené období ve výši téměř 11 miliard rublů, a který již byl schválen rusko-abchazskou mezivládní komisí 27. března toho roku v Moskvě. Byla i součásti vyjednávacího týmu, v kterém řešila podmínky ruské pomoci, konkrétně související s dopravní infrastrukturou. Mezi tyto investice patřily například rekonstrukce a znovu zprovoznění letiště Suchumi-Babušara.
V roce 2011 však zemřel prezident Bagapš a nový prezident Aleksandr Ankvab jmenoval ministrem hospodářství Davida Iradjana. Kristina Ozganová se přesunula do prezidentského paláce, kde do roku 2014 byla zástupkyní ředitele prezidentské kanceláře. Po bouřlivých událostech v roce 2014, které přiměly Ankvaba rezignovat, musela Ozganová v prezidentské kanceláři skončit a odejít z politiky. Začala se tedy věnovat soukromému sektoru a do roku 2017 byla ředitelkou firmy "Apsny-oil". Potom byla generální ředitelkou firmy "RN-Abchazija".
V roce 2020, kdy podobné protesty podobně jako šest let předtím smetly Ankvaba, nyní přiměly skončit jeho nástupce Raula Chadžimbu. Nově zvolený prezident Aslan Bžanija si Ozganovou vybral ve své vládě jako ministryni hospodářství a jmenována byla 4. května 2020. Do této funkce se tak Ozganová vrátila po 8 a půl letech.